# Antonio Mendo Castro Henriques
António Mendo de Castro Henriques (Lisbonne, 1953) est professeur d'université, philosophe et homme politique. 

## Biographie
Il est originaire de Lisbonne, où il réside. Il a quatre enfants et quatre petits-enfants. Il est professeur à l'université catholique portugaise et président du parti centriste et social-démocrate Nós, Cidadãos!. 
À l'université catholique portugaise, il a développé des activités d'enseignement, recherche et service. Il est professeur de philosophie politique et de philosophie de la conscience. Il a été directeur du Centre de Recherches de Éthoque, Politique et Religion (GEPOLIS) que mène des projets soutenus par la Fondation pour la Science et la Technologie (FCT). Il est membre de l'administration du Centre d'Études de Philosophie. Il a été professeur invité à universidade Internacional et universidade Lusíada, dans des cours de Relations Internationales et Science Politique. 
Il est l'auteur, co-auteur, ou l'organisateur de douze monographies et plus de quatre-vingt articles de la philosophie et citoyenneté, notamment dans la diffusion en portugais des œuvres philosophiques d'Eric Voegelin, Bernard Lonergan et Franz Rosenzweig. Il a des ouvrages publiés au Portugal, Brésil, France, Pays-Bas, Italie et Roumanie. Il a été participant et coordinateur de conférences scientifiques et culturelles en Allemagne, Angola, Belgique, Brésil, Chili, Espagne, USA, France, Grande-Bretagne, Hong Kong, Italie, Luxembourg, Macao, Maroc, Roumanie et Russie. 